# Kissingenviertel

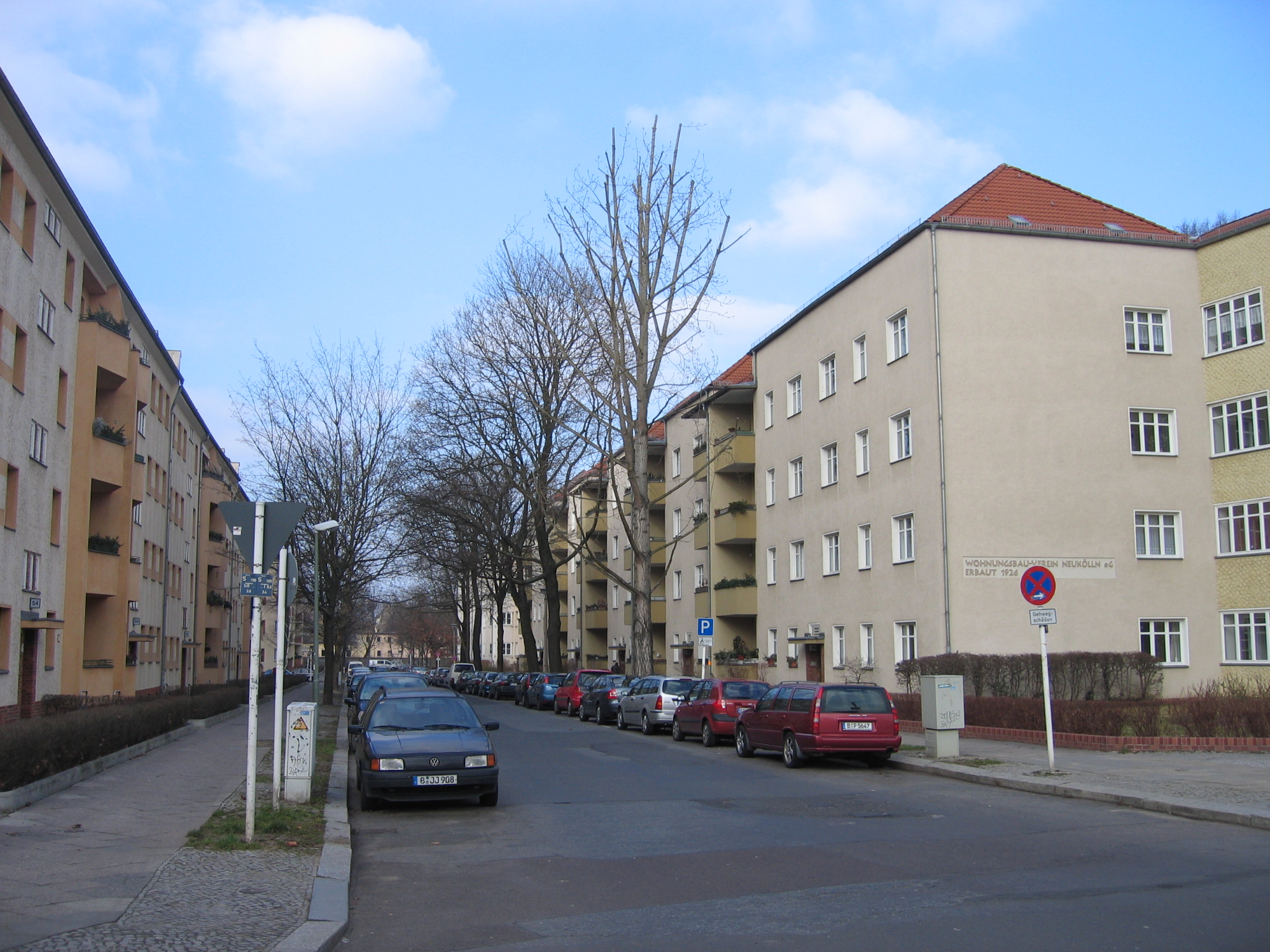
Wohnhäuser aus den 1920er Jahren an der Neumannstraße im Kissingenviertel

Das Kissingenviertel ist ein Berliner Kiez im Ortsteil Pankow.
Der Name wird von der zentralen Kissingenstraße abgeleitet, die 1906 nach dem Ort Bad Kissingen benannt wurde.

## Lage

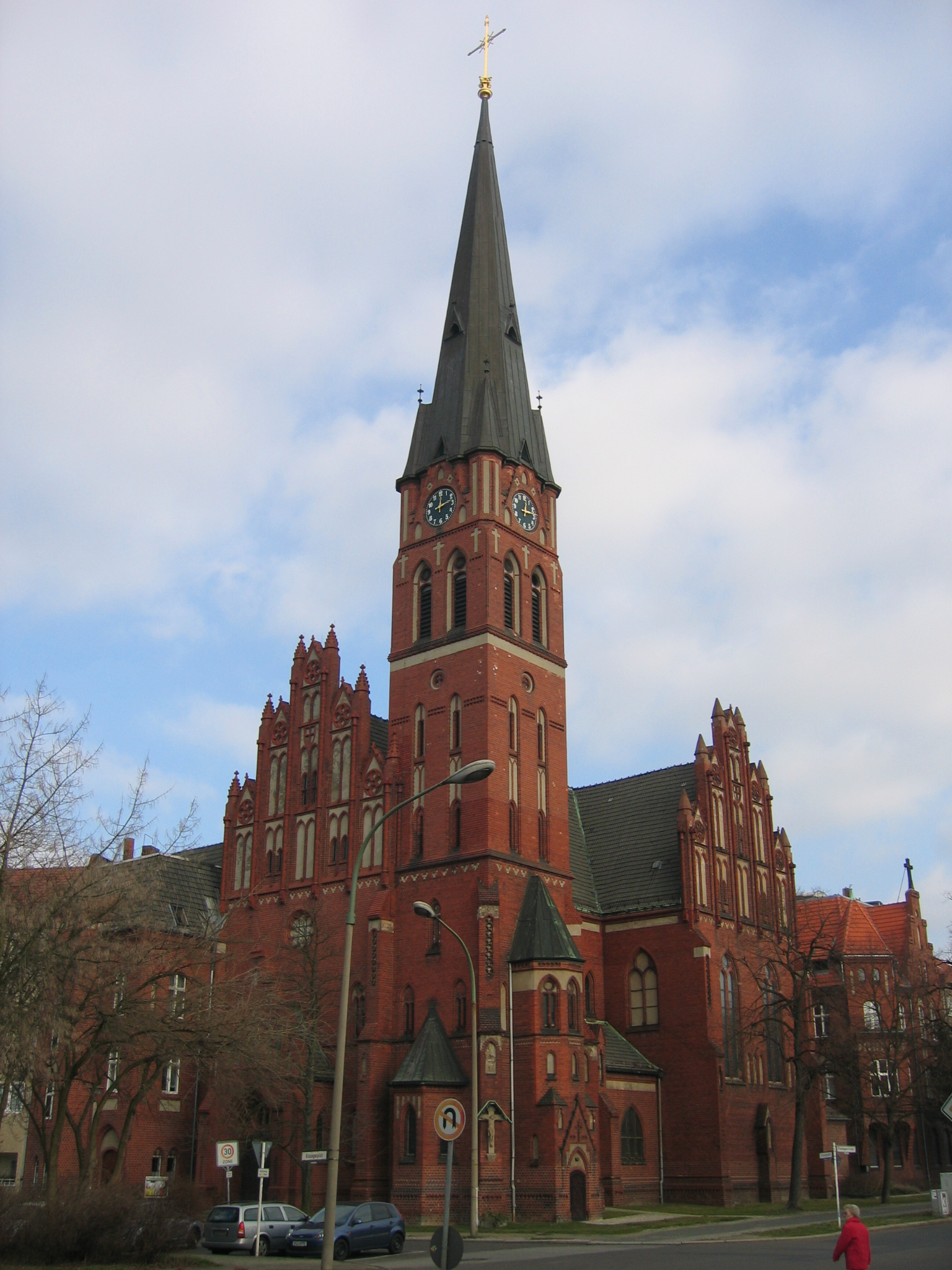
St.-Georgs-Kirche am Kissingenplatz

Das Viertel liegt südlich vom Gebiet des ehemaligen Güterbahnhofs Berlin-Pankow an der Stettiner Bahn. Im Osten wird es durch die Prenzlauer Promenade begrenzt, die Teil der Bundesstraße 109 ist. Die Berliner Straße schließt das Gebiet im Westen ab. Die Sackgassen südlich der Borkumstraße (Hiddensee- und Arkonastraße) schließen mit einem Straßenbild von Altbauten, die vor 1945 entstanden, den Süden des Viertels ab. Neben der Ost-West-Achse der Kissingenstraße erschließt die Neumannstraße von Norden nach Süden das Quartier.

## Infrastruktur
Das Kissingenviertel ist Standort mehrerer Berliner und Pankower Einrichtungen:
- Amtsgericht Pankow/Weißensee
- Justizvollzugsanstalt Pankow für Frauen
- Rosa-Luxemburg-Gymnasium
- Kissingen-Stadion mit 8000 Plätzen,  errichtet anlässlich der Weltfestspiele 1951
- Kehranlage der U-Bahn
- St.-Georgs-Kirche

## Sehenswürdigkeiten und Denkmäler
- mehrere Wohnanlagen im Stile des Neuen Bauens zwischen der Granitzstraße und der Kissingenstraße, zwischen 1925 und 1931 nach Plänen von Paul Mebes errichtet,
- Wohnanlage Zeppelin, Prenzlauer Promenade, 1930/1931 durch Georg Thoféhrn und Walter Borchard errichtet, mit Zeppelindächern als architektonische Besonderheit,
- ehemaliges Kinderheim, Granitzstraße 38/38a nach einem Entwurf von Paul Mebes